# 火藥洲
火藥洲（英語：Magazine Island）是香港的一個島嶼，位於香港島西南的東博寮海峽之上，約在雞籠灣以南、鴨脷洲之西北。火藥洲土名鰲魚洲和豬牯洲。
19世紀末期，該島有英國商人建立火藥洲火藥庫供予駐港英軍使用，火藥洲因而得名。
行政管理屬南區華貴選區。

## 擱淺事件
2017年11月5日晚間9點多，一艘長294.1米，寬32米，總噸位54,851噸的貨輪從東南向西北方向駛入東博寮海峽，但懷疑方向盤故障，偏離航道直撞向火藥洲擱淺在淺灘上，船頭冒出火花及發出巨響，船頭輕微損毀，沒有漏油或火災報告。海事處船隻和消防船接報趕至及戒備，船上28名海員安全。
該貨輪在伊朗註冊，原定由高雄港駛往深圳港，途中駛經香港海域內的東博寮海峽。附近鴨脷洲海怡半島的居民表示居住23年來從沒看見過有輪船撞向該島。貨輪在6日早上仍未被拖離，由於船在外地註冊，船上貨物只准過境香港水域往中國內地，禁止在香港上岸，增加拯救貨輪的複雜性。